# Casinaria
Casinaria is een geslacht van insecten uit de orde vliesvleugeligen (Hymenoptera) en de familie Ichneumonidae.

## Soorten
- C. affinis Tschek, 1871
- C. affinisima Carlson, 1979
- C. ajanta Maheshwary & Gupta, 1977
- C. albibasalis Uchida, 1928
- C. albipalpis (Gravenhorst, 1829)
- C. albotibialis Kasparyan, 1976
- C. alpina Thomson, 1887
- C. amarilla Jerman & Gauld, 1988
- C. ambigua (Townes, 1945)
- C. arjuna Maheshwary & Gupta, 1977
- C. ashimae Maheshwary & Gupta, 1977
- C. atrata Morley, 1913
- C. bangkhenensis Kusigemati, 1990
- C. bonaerensis (Schrottky, 1902)
- C. brasiliensis Brethes, 1927
- C. buddha Maheshwary & Gupta, 1977
- C. canadensis Walley, 1947
- C. carinata Kriechbaumer, 1898
- C. cavigena Walley, 1947
- C. coloradensis Walley, 1947
- C. compacta Maheshwary & Gupta, 1977
- C. corrupta Walley, 1947
- C. crassiventris (Cameron, 1906)
- C. cultellator Aubert, 1959
- C. cylindrator Momoi, 1970
- C. daitojimensis (Sonan, 1940)
- C. dubia Tschek, 1871
- C. ektypha Maheshwary & Gupta, 1977
- C. elegantula Maheshwary & Gupta, 1977
- C. eremica Jerman & Gauld, 1988
- C. eupitheciae Viereck, 1912
- C. excavator Aubert, 1963
- C. flavicoxator Aubert, 1960
- C. forcipata Walley, 1947
- C. formosana Momoi, 1970
- C. genuina (Norton, 1863)
- C. geometrae Walley, 1947
- C. graciliventris (Viereck, 1926)
- C. grandis Walley, 1947
- C. granula Maheshwary & Gupta, 1977
- C. granulicoxis (Seyrig, 1935)
- C. hesperiophaga Jerman & Gauld, 1988
- C. indubia (Morley, 1913)
- C. infesta (Cresson, 1872)
- C. insularis (Cresson, 1865)
- C. ischnogaster Thomson, 1887
- C. japonica Kusigemati, 1980
- C. kriechbaumeri (Costa, 1884)
- C. lamina (Viereck, 1921)
- C. legalis (Cresson, 1874)
- C. lenticulata Maheshwary & Gupta, 1977
- C. leo Maheshwary & Gupta, 1977
- C. limenitidis (Howard, 1889)
- C. longiterebrae Maheshwary & Gupta, 1977
- C. macerata (Cresson, 1874)
- C. magdalia Maheshwary & Gupta, 1977
- C. malaisei Maheshwary & Gupta, 1977
- C. matsuyamensis (Uchida, 1928)
- C. melanolophiae Walley, 1959
- C. mellaclypea Maheshwary & Gupta, 1977
- C. meridionalis (Turner, 1919)
- C. meridionator Aubert, 1960
- C. mesozosta (Gravenhorst, 1829)
- C. micra Jerman & Gauld, 1988
- C. minima (Morley, 1913)
- C. moesta (Gravenhorst, 1829)
- C. monticola Thomson, 1887
- C. morionella Holmgren, 1860
- C. mythologica Jerman & Gauld, 1988
- C. natashae Maheshwary & Gupta, 1977
- C. nigripes (Gravenhorst, 1829)
- C. novoguineensis (Szepligeti, 1905)
- C. pallipes Brischke, 1880
- C. parvicarinata (Cameron, 1906)
- C. parvula Kriechbaumer, 1894
- C. pavlova Jerman & Gauld, 1988
- C. pedunculata (Szepligeti, 1908)
- C. petiolaris (Gravenhorst, 1829)
- C. philippina Maheshwary & Gupta, 1977
- C. plusiae (Blanchard, 1947)
- C. punctura Maheshwary & Gupta, 1977
- C. scabra Thomson, 1887
- C. scabriformis Viereck, 1912
- C. semiothisae Walley, 1941
- C. siccata Jerman & Gauld, 1988
- C. simillima Maheshwary & Gupta, 1977
- C. sordidata Maheshwary & Gupta, 1977
- C. stygia Tschek, 1871
- C. subglabra Thomson, 1887
- C. tenuiceps Walley, 1947
- C. tenuiventris (Gravenhorst, 1829)
- C. teshionis (Uchida, 1928)
- C. tikari Maheshwary & Gupta, 1977
- C. tolstoyi Maheshwary & Gupta, 1977
- C. trochanterator Aubert, 1960
- C. vadosa Walley, 1947
- C. varians Tschek, 1871
- C. varuni Maheshwary & Gupta, 1977
- C. virgata Jerman & Gauld, 1988
- C. vitilevensis Kusigemati, 1985
- C. woowonga Jerman & Gauld, 1988